# دون جاي جنكينز
دون جاي جنكينز (بالإنجليزية: Don J. Jenkins)‏ هو عسكري أمريكي، ولد في 18 أبريل 1948 في Quality, Kentucky ‏ في الولايات المتحدة.